# Grace Gummer
Grace Jane Gummer (* 9. Mai 1986 in New York City, New York) ist eine US-amerikanische Schauspielerin.

## Leben & Karriere
Grace Gummer wuchs als Tochter von Meryl Streep und dem Bildhauer Don Gummer, zusammen mit ihren Geschwistern Henry Wolfe, Mamie und Louisa in Los Angeles und Connecticut auf. 1993 spielte sie in Bille Augusts Das Geisterhaus die Rolle der jungen Clara del Valle, die als Erwachsene von ihrer Mutter dargestellt wurde. Sie studierte Kunstgeschichte und Italienische Sprache am Vassar College, 2008 war sie im Theaterstück The Sexual Neuroses of Our Parents (deutsch: Die Sexual-Neurosen unserer Eltern) erstmals auf der Bühne zu sehen und bekam gute Kritiken:

„Ms. Gummer seems to have inherited her mother’s acting smarts. This is an impressively thought-through performance that retains the power to surprise in a play that mostly doesn’t.“

„[…] Gummer scheint die schauspielerischen Qualitäten ihrer Mutter geerbt zu haben. [Sie liefert] eine durchdachte Darbietung, die Kraft zur Überraschung in einem Stück bewahrt, das eigentlich keine [solche] hat.“

Ab 2010 spielte sie die Hauptrolle der Anna Moore in der Serie Gigantic. In Tom Stoppards Arkadien war sie 2011 am Ethel Barrymore Theatre in New York zu sehen. 2013 spielte sie in Zero Hour mit, bevor sie dann eine feste Rolle in The Newsroom übernahm. Von 2014 bis 2015 spielte sie in Extant die Rolle der Julie Gelineau. Im Anschluss bekam sie die Hauptrolle der Dominique DiPierro in der Thrillerserie Mr. Robot. Seit September 2021 ist sie mit Mark Ronson verheiratet, mit dem sie ein Jahr später ihr erstes gemeinsames Kind bekam. Ende 2024 wurde die zweite Schwangerschaft bekannt.

## Filmografie (Auswahl)
- 1993: Das Geisterhaus
- 2010: Meskada
- 2010–2011: Gigantic (Fernsehserie, 18 Episoden)
- 2011: Larry Crowne
- 2012: Frances Ha
- 2013: Zero Hour (Fernsehserie, 6 Episoden)
- 2013–2014: The Newsroom (Fernsehserie, 10 Episoden)
- 2013–2014: Paloma (Fernsehserie, 5 Episoden)
- 2013–2015: American Horror Story (Fernsehserie, 8 Episoden)
- 2014: The Homesman
- 2014: Learning to Drive – Fahrstunden fürs Leben (Learning to Drive)
- 2015: Jenny’s Wedding
- 2014–2015: Extant (Fernsehserie, 21 Episoden)
- 2015–2016: Good Girls Revolt (Fernsehserie, 6 Episoden)
- 2016: Auf Treu und Glauben (Confirmation, Fernsehfilm)
- 2016–2019: Mr. Robot (Fernsehserie, 27 Episoden)
- 2018: The Long Dumb Road
- 2018: Der Kurier – In den Fängen des Kartells (Beast of Burden)
- 2019: Standing Up, Falling Down
- 2019: The Hot Zone (Fernsehserie, 4 Episoden)
- 2020: A Teacher (Miniserie, 1 Episode)
- 2021: Dr. Death (Miniserie, 6 Episoden)
- 2022: So finster die Nacht (Let the Right One In, Fernsehserie, 10 Episoden)
- 2024: American Horror Story (Fernsehserie, 2 Episoden)